# Bronquíol
Els bronquíols són els conductes pels quals passa l'aire procedent dels bronquis als alvèols (sacs d'aire dels pulmons), en els quals les branques ja no contenen cartílags o glàndules en la seva submucosa. En ser branques dels bronquis, formen part de la zona de conducció del sistema respiratori. Els bronquíols es divideixen cada vegada més conformant els bronquíols terminals que encara són a la zona de conducció i aquests després es divideixen en els bronquíols respiratoris, més petits, que marquen el començament de la regió respiratòria.